# Bataille de Fort Mims
Guerre de 1812
Batailles
Guerre Creek :
- Burnt Corn
- Fort Mims
- Bashi Skirmish (en)
- Tallushatchee
- Talladega
- Canoe Fight (en)
- Autossee
- Holy Ground
- Calebee Creek
- Emuckfaw et Enotachopo Creek (en)
- Horseshoe Bend

La bataille de Fort Mims se déroula au début de la guerre civile creek, le 30 août 1813, lorsqu'une troupe de guerriers Creeks (entre 750 et 1000 hommes), appartenant à la faction des Red Sticks, sous le commandement de Peter McQueen et de William Weatherford, attaqua l'avant poste de Fort Mims. L'installation militaire abritait alors, en plus des 265 soldats et hommes de la milice, environ 270 civils, Blancs et Indiens. Après de lourdes pertes (environ 200 hommes), les Creeks conquirent le fort et y massacrèrent la presque totalité de ses occupants (517 victimes et 36 rescapés).